# Киноархив «Антология»

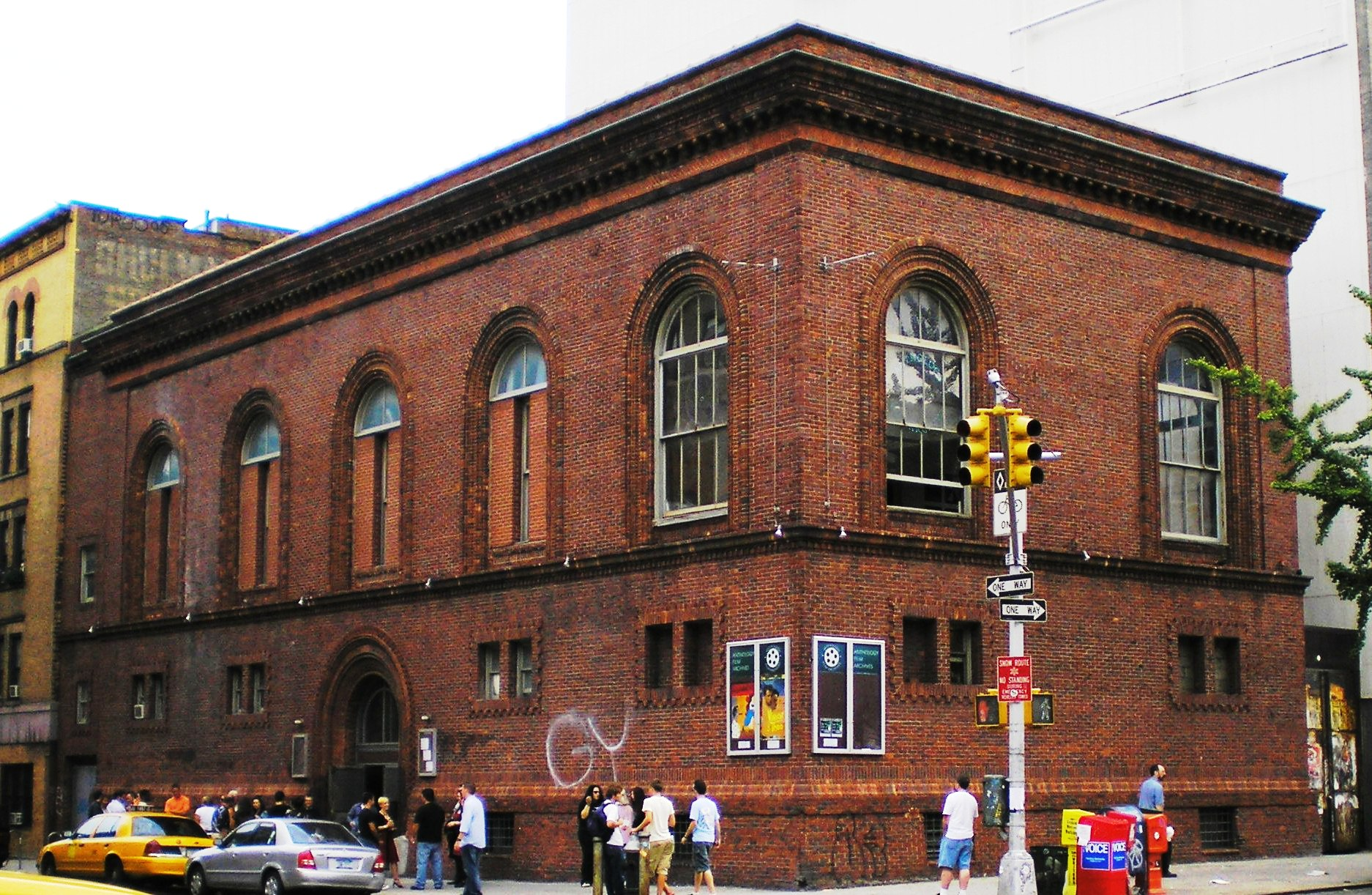
Здание киноархива

Киноархив «Антология» (англ. Anthology Film Archives) — международный центр по хранению, изучению и показу фильмов и видео. Акцент его внимания приходится на независимое, экспериментальное, авангардное кино. Он был открыт в 1970 году Йонасом Мекасом, Джеромом Хиллом, П. Адамсом Ситни, Петером Кубелкой и Стэном Брэкиджем.

## История
Киноархив "Антология" стал воплощением мечты режиссера и директора Синематеки Кинематографистов Йонаса Мекаса о постоянном месте, где можно было бы показывать новые независимые авангардные фильмы на постоянной основе. «Антология» открылась 30 ноября 1970 года в Публичном Театре Джозефа Паппа. Её спонсором был Джером Хилл - режиссер и благотворитель. После смерти Хилла, в 1974 году архив переехал на Вустер Стрит, 80. Нуждаясь в более подходящем пространстве, он занял здание Манхэттенского Суда на Второй Авеню в 1979 году. Под руководством архитекторов Рэймунда Абрахама и Кевина Бона, здание было адаптировано под два кинотеатра, хранилище, отдел по консервации пленок, офисы и галерею. Оно открылось для публики 12 октября 1988. В здании суда «Антология» нашла свой дом как камерный музей, посвященный сохранению, изучению и показу независимого авангардного кино. Это первый музей, посвященный кино как форме искусства. Он верен принципу того, что великий фильм должен быть увиден неоднократно, пленка с ним должна быть в наилучшем состоянии, а условия просмотра должны быть оптимальными.

## Манифест
В честь своего открытия, 1 декабря 1970 года «Антология» выпустила следующий манифест, который ёмко выражал её позицию:
Синематеки по всему миру обычно собирают и показывают несколько аспектов кино: кино как документ, как историю, индустрию или СМИ. Архив фильмов «Антология» — первый музей кино, посвященный исключительно кино как искусству. Что лежит в основе опыта кинопросмотра. Какие фильмы достойны называться искусством? Создание «Антологии» — амбициозная попытка дать ответ на эти вопросы. Первый из которых — материальный — создание места, где фильмы могут быть показаны в лучших условиях. Второй — критический — определение искусства кино через избранные работы, которые определяли бы его основные черты.
Один из главных принципов нового музея фильмов: великий фильм должен быть увиден много раз. Поэтому вся коллекция будет показываться в повторяющихся циклах. При условии трех разных программ в день, собрание из сотни программ (что примерно равно нашей нынешней коллекции) может повторяться каждый месяц. Таким образом, преданный зритель сможет достаточно часто посещать наши показы. Этот цикл также подарит студентам кино уникальную возможность увидеть концентрированную историю кино как искусства за четыре или пять недель. Если бы не мы, ему пришлось бы объездить весь мир и провести пару лет в музеях кино, чтобы получить знания подобной глубины.
–The Essential Cinema: Essays on the films in the collection of Anthology Film Archives, edited by P. Adams Sitney

## Essential Cinema
Коллекция Essential Cinema была отобрана в 1970-75 комитетом «Антологии» для регулярного показа и должна была вдохновить изучение кино как формы искусства, а не как одноразового развлечения. Проект Essential Cinema не завершен, однако даже в незаконченном состоянии он предоставляет критический обзор истории кино и является ключевым для показов «Антологии».

## Сейчас
За десятилетия существования «Антология» сильно переросла изначальный проект. Теперь она включает в себя еще консервацию и хранение пленки и видео, самое крупное в мире собрание из книг, газет и журналов, фотографий и других материалов, посвященных авангардному кино, а также – огромное собрание фильмов для показа. Каждый год «Антология» показывает порядка девятисот программ, сохраняет в среднем 25 фильмов (900 уже сохранено), выпускает книги и DVD, принимает ученых и исследователей.